# Вебиев див бадем
Вебиевият див бадем (Amygdalus delipavlovii) е храст от сем. Розоцветни, достигащ до 2 – 4 метра височина. Видът е описан от българския ботаник проф. Димитър Делипавлов. Критично застрашен вид. Включен в „Червената книга на България“

## Разпространение
Видът е разпространен в Югозападна България – Долината на река Струма.

## Мерки за защита
Защитена местност „Находище на Вебиев див бадем“ край село Палат, общ. Струмяни, обл. Благоевград с площ 14.95 хектара. Обявена със Заповед No.РД-32 от 16.01.2013 г., бр. 14/2013 на Държавен вестник.